# Vlagyimir
Vlagyimir (Владимир) város Oroszországban. A Vlagyimiri terület székhelye. A középkorban a Vlagyimir–szuzdali Nagyfejedelemség fővárosa volt, ebből az időszakból származnak a Világörökség részét képező „fehér műemlékei”.

## Földrajz
Moszkvától 182 km-re keletre, a Kljazma folyó bal partján fekszik.

### Éghajlat
Vlagyimir éghajlata mérsékelt kontinentális. A havi középhőmérséklet júliusban 18 °C, januárban −11 °C; a fagymentes időszak hossza jellemzően 120–130 nap. Az éves átlagos csapadékmennyiség 560 mm, amelynek kétharmada eső formájában érkezik. Késő novembertől kora áprilisig általában hó borítja a várost. A jellemző szélirány a délnyugati.

## Történelem

### Alapítás
A város alapítási dátumának hagyományosan 1108-at tekintik; nevét alapítója, II. Vlagyimir kijevi nagyfejedelem után kapta. Vlagyimir erődöt alapított a Kljazma partján, nem messze a Nyerl torkolatától, védelmet biztosítandó a Szuzdalba vezető vízi út számára. Egyes újabb feltételezések szerint azonban I. Vlagyimir kijevi nagyfejedelem alapította 990-ben, az ezt alátámasztó források elégségessége azonban vitatott.

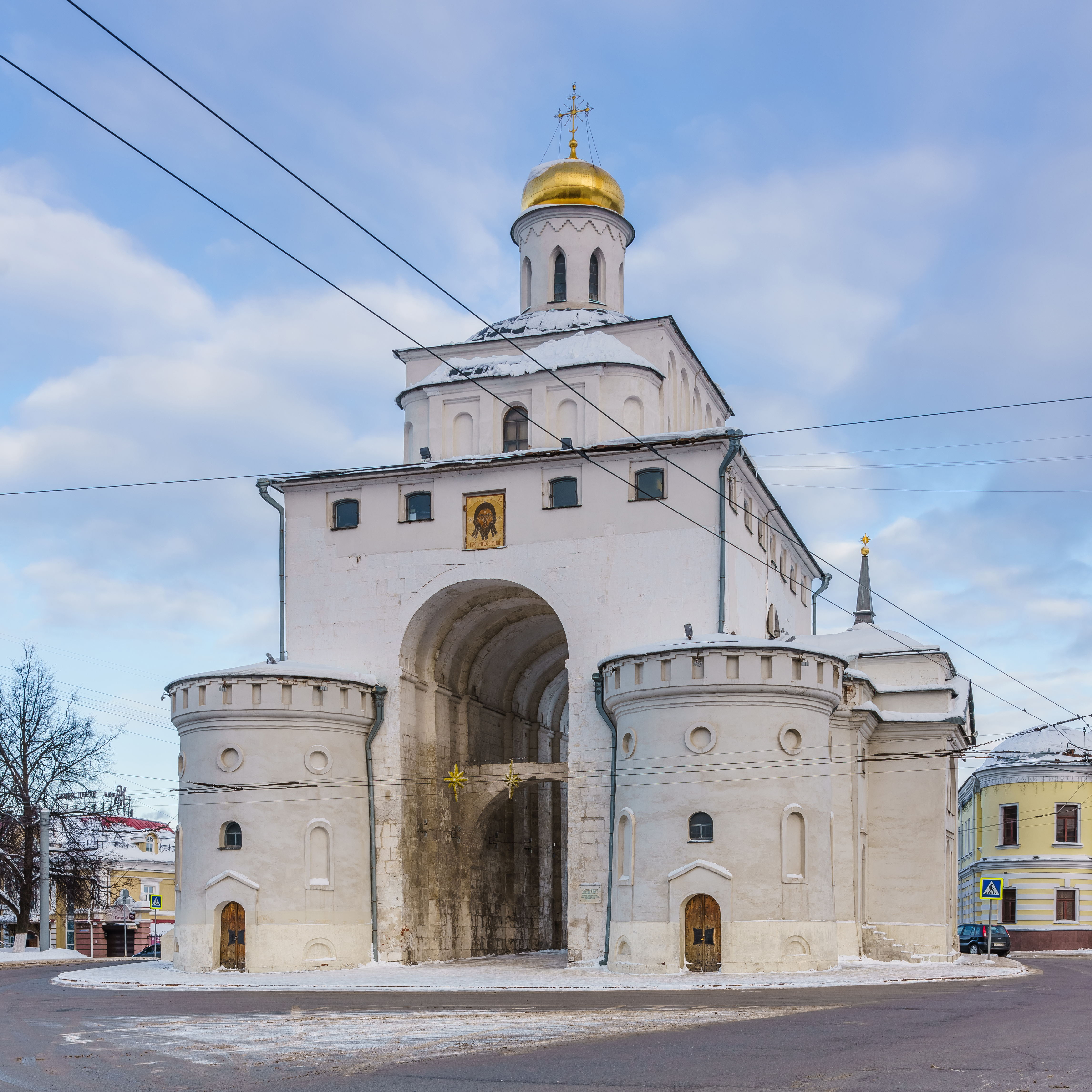
A 12. században épült Arany-kapu

### Aranykor
1157-ben Andrej Bogoljubszkij fejedelem Szuzdalból Vlagyimirbe helyezte át székhelyét; ettől kezdve 1439-ig itt volt a Vlagyimir–szuzdali Fejedelemség (a 12. század utolsó harmadától nagyfejedelemség) központja. Metropóliát is létre akart hozni a városban, ezt a törekvését azonban a pátriárka nem támogatta. 1169-ben a Rusz fővárosává emelkedett Kijev helyett: innentől a nagyfejedelmek közül a primus inter paresnek már a vlagyimir–szuzdalit tekintették. Ebben az időszakban épült az Arany-kapu és az Istenanya elszenderedése székesegyház. 1212-ben, IV. Vszevolod kijevi nagyfejedelem halála után azonban a Rusz önálló fejedelemségekre esett szét. 1214-ben jött létre Rosztovról leválva a Vlagyimiri püspökség.

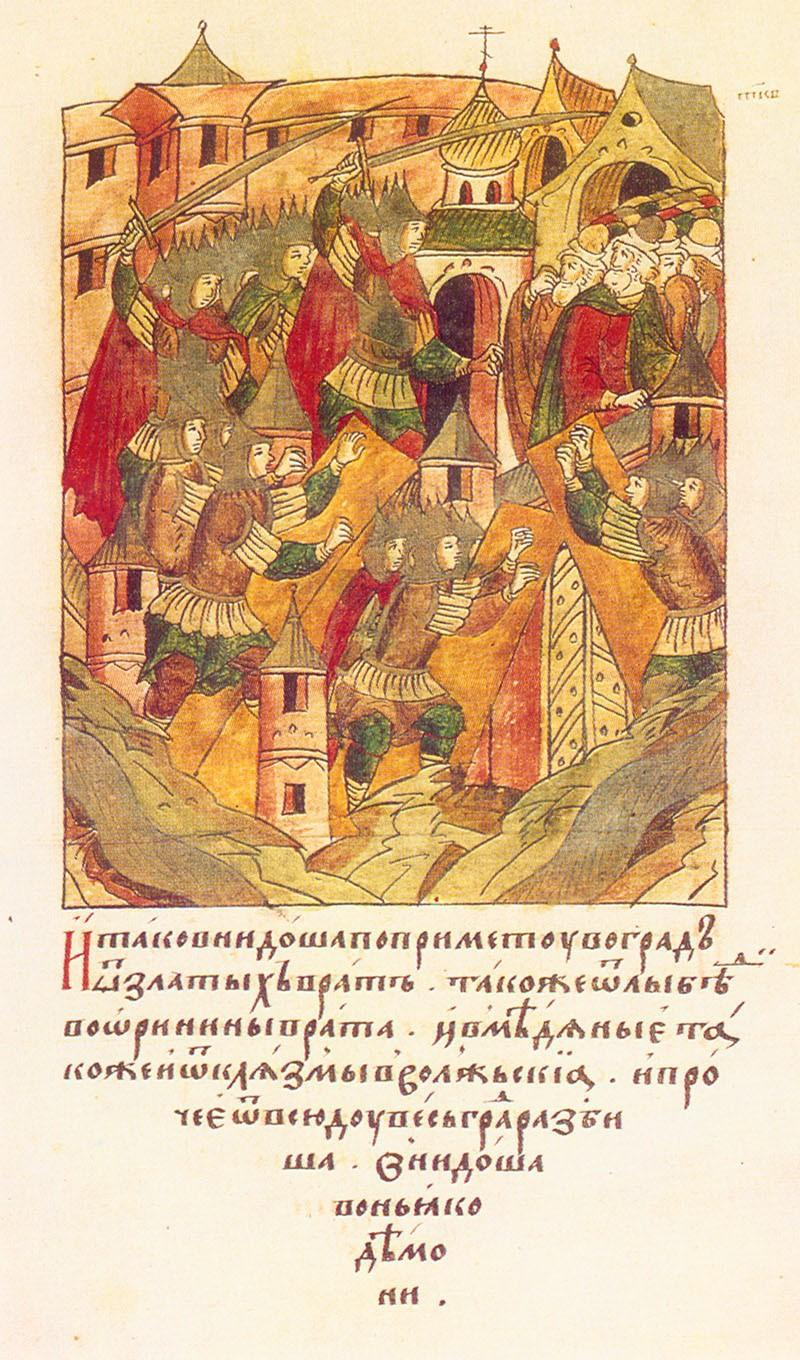
Batu kán beveszi Vlagyimirt (16. századi miniatúra)

### Hanyatlás
1238-ban a tatárok felégették a várost, amely az ellenőrzésük alá is került. Ez korlátozta a vlagyimiri nagyhercegek hatalmát, és a fejedelemségek újraegyesítését sem tette lehetővé, ugyanakkor a város jelentőségét jelzi, hogy 1299-ben Kijevből ide helyezték át az orosz ortodox egyház székhelyét, és 1432-ig a Rusz összes nagyhercegét itt koronázták.
A 14. század közepétől, különösen I. Iván moszkvai nagyfejedelem uralkodása alatt a Moszkvai Nagyfejedelemség fokozatosan megerősödött, és idővel átvette a főváros szerepét. Vlagyimir azonban – az orosz állam kialakulásában játszott szerepe miatt – továbbra is fontos politikai és kulturális központ maradt.

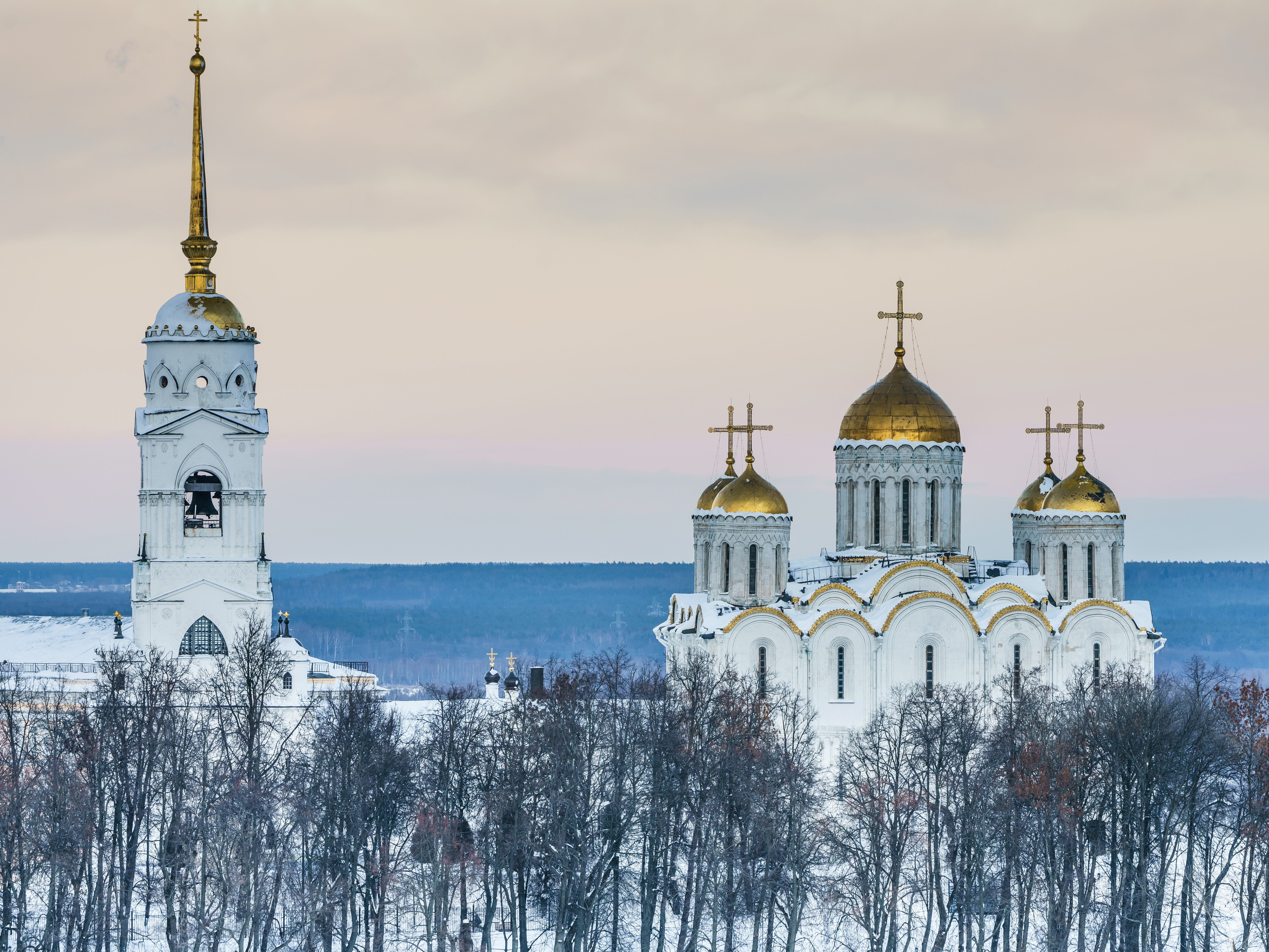
Az Istenanya elszenderedése székesegyház

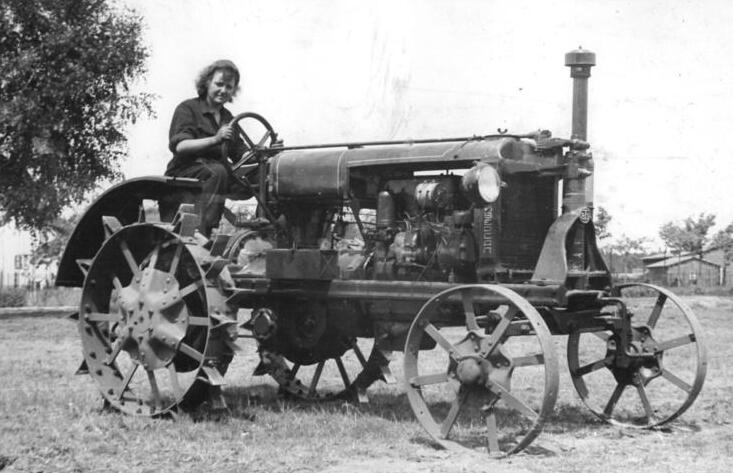
Egy keletnémet gépállomás Vlagyimirben gyártott traktora 1949-ben

### Modernizáció
A 16–18. században a város túlnőtte a régi erőd falai által határolt területet. A 18. században számos fából épült templomot kőépületek váltottak fel. 1778-ban létrejött a Vlagyimiri kormányzóság, Vlagyimir központtal. 1838-ban épült meg a Moszkva és Nyizsnyij Novgorod közötti út, 1861-ben pedig a vasút is elérte a várost. A 19–20. század fordulóján számos jelentős épületet emeltek.
Az 1930-as években indult meg az iparosítás: vegy- és gépipari üzemek létesültek. A II. világháború után jelentek meg a városban az autóbuszok és trolibuszok.
A város „fehér műemlékeit” 1992-ben vette fel az UNESCO a Világörökség listájára.

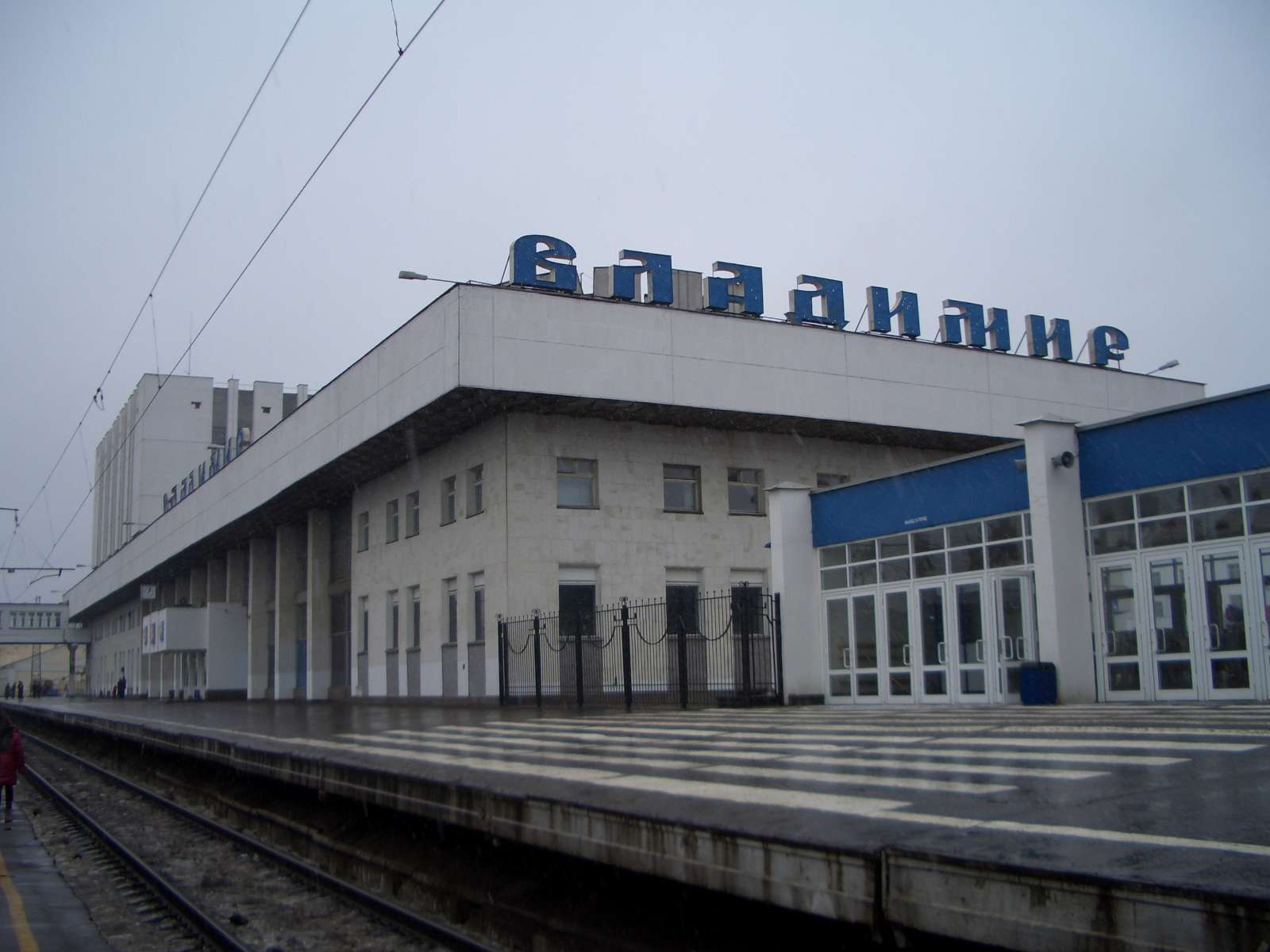
Vlagyimir vasútállomása

## Infrastruktúra

### Közlekedés
A Transzszibériai vasútvonal Nyizsnyij Novgorod-i ága mentén fekszik, de elérhető a Moszkva és Nyizsnyij Novgorod között vezető M7-es „Volga” autópályán is.
A helyi közösségi közlekedést trolibuszok, autóbuszok és az előbbiekhez hasonlóan kötött útvonalon közlekedő mikrobuszok biztosítják, amit a taxik egészítenek ki. A városban 14 trolibusz- és több mint 20 autóbuszvonal működik, amelyek több helyütt átfedik egymást, különösen a belvárosban. Az autók száma folyamatosan növekszik; tervbe van véve a forgalom elterelése a történelmi városközpontból.

## Kultúra
A városnak két nagy egyeteme van. A kultúrát színházak, bábszínházak és egy nagy hangversenyterem szolgálja.

## Turizmus
A város csaknem minden látnivalója a belvárosban, a kelet-nyugati irányú Bolsaja Moszkovszkaja út mentén található.
Vlagyimir és Szuzdal fehér műemlékei néven a Világörökség része az Arany-kapu, a középkori orosz védelmi építmények egyetlen fennmaradt példája; a 12. században épült és Andrej Rubljov freskóival díszített Istenanya elszenderedése székesegyház, valamint a Dmitrij-székesegyház. A közeli Bogoljubovo mellett, a Nyerl partján áll a Mária oltalma templom.

## Személyek
Itt születtek:
- Mihail Klavgyijevics Tyihonravov (1900–1974) mérnök, rakétatervező
- Alekszej Vlagyimirovics Batalov (1928–2017) színész
- Valentyin Ivanovics Afonyin (1939–) orosz labdarúgó, edző
- Jurij Vlagyimirovics Lodigin (1990–) görög származású, orosz válogatott labdarúgó
- Itt született és hunyt el Nyikolaj Jefimovics Andrianov (1952–2011) tornász

## Testvérvárosok
Vlagyimir testvérvárosai a következők:
- Erlangen, Németország
- Jéna, Németország
- Canterbury, Egyesült Királyság
- Campobasso, Olaszország
- Anghiari, Olaszország
- Saintes, Franciaország
- Bloomington–Normal, Amerikai Egyesült Államok
- Sarasota, Amerikai Egyesült Államok
- Csungking, Kína
- Kerava, Finnország
- Jelenia Góra, Lengyelország
- Ústí nad Labem, Csehország
- Kardzsali, Bulgária

## Fordítás
- Ez a szócikk részben vagy egészben a Vladimir című angol Wikipédia-szócikk ezen változatának fordításán alapul.  Az eredeti cikk szerkesztőit annak laptörténete sorolja fel. Ez a jelzés csupán a megfogalmazás eredetét és a szerzői jogokat jelzi, nem szolgál a cikkben szereplő információk forrásmegjelöléseként.